# Nerita scabricosta
Nerita scabricosta es un molusco gasterópodo de la familia Neritidae. Este gasterópodo de color gris obscuro se distribuye comúnmente en la zona intermareal a lo largo del océano Pacífico desde Baja California hasta el Ecuador y es herbívora.

## Descripción
La concha del gasterópodo N. scabricosta alcanza los 40 mm de longitud total. La concha es de color gris obscuro con rayas amarillas. La ornamentación consiste en numerosas espiras. La abertura es amplía con 4-5 dientes irregulares y prominentes, de color blanco brilloso.

## Distribución
La especie Nerita scabricosta se distribuye en el océano Pacífico desde Baja California hasta el Ecuador.

## Hábitat
Esta especie se localiza comúnmente en la zona intermareal rocosa. Puede aguantar largos periodos fuera del agua debido a su prominente opérculo.

## Estado de conservación
No se encuentra en ninguna categoría de protección, ni en la Lista Roja de la IUCN (International Union for Conservation of Nature) ni en CITES (Convención sobre el Comercio Internacional de Especies Amenazadas de Fauna y Flora Silvestres).